# 1963 في إيطاليا
فيما يلي قوائم الأحداث التي وقعت خلال عام 1963 في إيطاليا.

## سياسة

### تعيين في المنصب
- 21 يونيو – جيوفاني ليوني رئيس وزراء إيطاليا.
- 4 ديسمبر – ألدو مورو رئيس وزراء إيطاليا.

### انتهاء فترة المنصب
- 21 يونيو – أمنتوري فانفاني رئيس وزراء إيطاليا.
- 21 يونيو – ماريانو رومور Italian Minister of Agriculture ‏.
- 4 ديسمبر – جيوفاني ليوني رئيس وزراء إيطاليا.

## أفلام
من الأفلام التي صدرت هذه السنة في إيطاليا:
- 1 يناير – الأمس واليوم وغدا من إخراج فيتوريو دي سيكا.
- 1 يناير – إل غاتوباردو من إخراج لوتشينو فيسكونتي.
- 14 فبراير – 8½ من إخراج فيديريكو فليني.

## موسيقى

### أغاني
من الأغاني التي صدرت هذه السنة في إيطاليا:
- 1 يناير – تومب لا نيج من غناء سلفاتور أدامو.

## مواليد

### يناير
- 1 يناير – ألبريغو إيفاني لاعب ومدرب كرة قدم إيطالي.
- 2 يناير – ماركو زن درّاج طريق إيطالي.
- 19 يناير – سيلفيو مارتينيلو

### فبراير
- 27 فبراير – فرانشيسكو كانسيلوتي لاعب كرة مضرب إيطالي.
- 28 فبراير – كلاوديو تشيابوتشي درّاج طريق إيطالي.

### مارس
- 1 مارس – أوبالدو ريغيتي لاعب كرة قدم إيطالي.
- 7 مارس – أوسفالد إيجر مؤلف إيطالي.
- 16 مارس – روبرتو غاليا لاعب ومدرب كرة قدم إيطالي.
- 22 مارس – جوزيبي غالديريسي لاعب ومدرب كرة قدم إيطالي.
- 22 مارس – فرانشيسكو كوين
- 24 مارس – لوكا بيليجريني لاعب كرة قدم إيطالي.

### أبريل
- 1 أبريل – لوكا بوتازي لاعب كرة مضرب إيطالي.
- 2 أبريل – فابريزيو باربازا سائق سيارة سباق إيطالي.
- 4 أبريل – إيريني بيفيتي سياسية إيطالية.
- 15 أبريل – غابرييل سيلا دراج إيطالي.

### مايو
- 6 مايو – أليساندرا فيري راقصة باليهة إيطالية.
- 12 مايو – ستيفانو مودينا سائق سيارة سباق إيطالي.
- 17 مايو – لوكا كادالورا متسابق دراجات نارية إيطالي.
- 19 مايو – فيليبو غالي لاعب ومدرب كرة قدم إيطالي.
- 24 مايو – إيفان كابيلي سائق سيارة سباق إيطالي.

### يونيو
- 7 يونيو – لوكا فوزي لاعب ومدرب كرة قدم إيطالي.
- 21 يونيو – داريو ماريانيللي ملحن إيطالي.
- 30 يونيو – جيانكارلو فالابا متسابق دراجات نارية إيطالي.
- 30 يونيو – ماريو بوني لاعب كرة سلة إيطالي.

### أغسطس
- 3 أغسطس – جوفاني فرانشيني لاعب كرة قدم إيطالي.
- 4 أغسطس – أليساندرو دي مينيسيس لاعب كرة مضرب إيطالي.
- 6 أغسطس – إيروس بولي
- 20 أغسطس – ريكاردو فيري لاعب كرة قدم إيطالي.
- 25 أغسطس – روربيتو موسي لاعب كرة قدم إيطالي.
- 28 أغسطس – سيمون كولومبو لاعب كرة مضرب إيطالي.

### سبتمبر
- 9 سبتمبر – روبرتو دونادوني لاعب ومدرب كرة قدم إيطالي.

### أكتوبر
- 14 أكتوبر – ألساندرو سافينا
- 15 أكتوبر – فاليريو ستافيللي
- 28 أكتوبر – إروس رامادزوتي

### ديسمبر
- 22 ديسمبر – جوزيبي بيرغومي لاعب كرة قدم إيطالي.
- 29 ديسمبر – أندريا أغيني سائق رالي إيطالي.

## وفيات

### فبراير
- 6 فبراير – بييرو مانزوني (مواليد 1933) فنان إيطالي.
- 7 فبراير – لياركو غيرا (مواليد 1902) دراج إيطالي.

### مارس
- 1 مارس – هنري بونصو (مواليد 1877) دبلوماسي فرنسي.
- 18 مارس – فرانكو جيورجيتي (مواليد 1902) درّاج طريق إيطالي.

### مايو
- 10 مايو – فرانكو كوموتي (مواليد 1906)

### يونيو
- 3 يونيو – يوحنا الثالث والعشرون (مواليد 1881)